# Alan Maley
Alan Maley (* 7. Januar 1931 in Surrey, England; † 13. Mai 1995 in Belvedere, Kalifornien) war ein britischer Maler und Spezialeffektkünstler, der Matte Paintings für Spielfilme schuf. Bekannt ist vor allem seine Arbeit für Walt-Disney-Produktionen.

## Leben

### Herkunft und Ausbildung
Alan Maley entstammte einer künstlerischen Familie, die seine gleichfalls künstlerischen Neigungen früh förderte. Nach dem Besuch des Reigate Art College stand er vor der Wahl, entweder zur Royal Academy School in London zu wechseln oder aber eine Ausbildung in der Filmbranche zu absolvieren. Er entschied sich für Letzteres und absolvierte in den Shepperton Studios und den Pinewood Studios eine fünfjährige Lehrzeit, zunächst zum klassischen Bühnenmaler. Seine Ausbildung wurde jedoch jäh unterbrochen, als er an Kinderlähmung erkrankte. Während der einjährigen Rekonvaleszenz musste er auch das Laufen wieder lernen. Ihm wurde klar, dass er den körperlichen Einsatz, den das Malen großer Bühnenbilder erforderte, nicht mehr aufbringen konnte. Er bekam bei seinen Ausbildungsstätten jedoch die Chance, als Anschluss-Zeichner weiterzumachen und wurde schließlich Matte-Künstler.

### Als Matte-Künstler im Filmgeschäft
Zu den aufwändigeren Filmproduktionen, an denen Maley maßgeblich als Matte-Künstler beteiligt war, gehört die Literaturverfilmung Becket (1964) mit ihren vielen historischen Szenenbildern. Bei Stanley Kubricks Dr. Seltsam, oder wie ich lernte, die Bombe zu lieben (1964) war Maley zuständig für die technische Realisation der bekannten Szene, in der Major Kong, dargestellt von Slim Pickens, auf der Bombe Richtung Ziel reitet.
Bereits während der Mitarbeit an Die Abenteuer des Kapitän Grant hatten Walt Disney und sein Matte-Abteilungsleiter Peter Ellenshaw die außerordentliche Begabung Alan Maleys erkannt, und Disney holte ihn daraufhin 1964 dauerhaft in die USA, wo er in der Matte-Abteilung der Disney-Studios tätig war. Als sich Ellenshaw 1966 als Leiter der Matte-Abteilung des Studios zurückzog, um sich mehr der Malerei widmen zu können, folgte ihm Maley nach. Zu den bekanntesten Disney-Filmen, an deren Spezialeffekten er federführend beteiligt war, gehört der erste Film der Herbie-Filmreihe, Ein toller Käfer, der zahlreiche Matte-Paintings unter anderem der Gegend in und um San Francisco enthält. Für seine Arbeit an dem Fantasy-Filmmusical Die tollkühne Hexe in ihrem fliegenden Bett (1971) wurde Alan Maley 1972 zusammen mit Eustace Lycett und Danny Lee mit dem Oscar für die „besten Spezialeffekte“ ausgezeichnet.
Weitere größere Disney-Produktionen, an denen er mitwirkte, waren Big Boy – Der aus dem Dschungel kam (1973), Herbie groß in Fahrt und Insel am Ende der Welt (beide 1974). 1974 verließ Alan Maley die Disney-Studios. Neuer Leiter der Matte-Abteilung wurde nun Peter Ellenshaws Sohn Harrison Ellenshaw, den Maley zuvor ab 1970 ausgebildet hatte.
Maley zog sich damit jedoch nicht ganz aus dem Filmgeschäft zurück. So half er nun George Lucas bei der Gründung von Industrial Light & Magic (ILM) und führte für ILM die Aufsicht über die Matte-Arbeiten für die Filme Jäger des verlorenen Schatzes und Der Drachentöter (beide 1981). Außerdem kreierte er gemeinsam mit seinem Cousin Peter Lamont die Spezialeffekte des James-Bond-Films Der Spion, der mich liebte (1977).

### Als Maler vom Viktorianischen Zeitalter fasziniert
Bereits während seiner Jahre beim Film hatte Alan Maley damit begonnen, nebenher Ölgemälde zu schaffen. Im Gegensatz zu seinem Matte-Kollegen Peter Ellenshaw, der auf seinen „zeitlosen“ Gemälden fast ausschließlich menschenlose Landschaftsszenerien festhielt, faszinierte ihn vor allem das Viktorianische Zeitalter mit seiner Architektur, seinen Erfindungen und Moden, in gewisser Weise aber auch das Fin de siècle. Maley fand diese Epoche bis zur Wende vom 19. zum 20. Jahrhundert deutlich eleganter und geschmackvoller als spätere Jahrzehnte – kein Wunder, dass er seine Bilder dementsprechend beispielsweise A Gracious Era betitelte. Für seine im Stil des Impressionismus gehaltenen Bilder kombinierte Maley historische Ortsansichten – häufig von Paris oder New York City – mit alltäglichen oder besonderen Begegnungen zwischen Personen. Er schuf aber auch Porträts sowie Gemälde mit einzelnen Personen in eher intimeren Momenten wie etwa Love Letter (1986). Seine Werke fanden weltweit Anhänger und sind bis heute (2012) auch als Kunstdrucke gefragt.
Alan Maley starb plötzlich und unerwartet nach einem Herzanfall am 13. Mai 1995 im kalifornischen Belvedere.

## Werke

### Filmografie (Auswahl)
- 1959: Zu viele Gauner (Too Many Crooks)
- 1962: Die Abenteuer des Kapitän Grant (In Search of the Castaways)
- 1964: Becket (Becket)
- 1964: Dr. Seltsam, oder wie ich lernte, die Bombe zu lieben (Dr. Strangelove or: How I Learned to Stop Worrying and Love the Bomb)
- 1967: Der glücklichste Millionär (The Happiest Millionaire)
- 1968: The One and Only, Genuine, Original Family Band
- 1968: Der Hengst im grauen Flanellanzug (The Horse in the Gray Flannel Suit)
- 1968: Ein toller Käfer (The Love Bug)
- 1969: Ein Frechdachs im Maisbeet (Rascal)
- 1970: König der Grizzlies (King of the Grizzlies)
- 1970: Die Bruchschiffer (The Boatniks)
- 1970: Rauhes Land (The Wild Country)
- 1971: Der barfüßige Generaldirektor (The Barefoot Executive)
- 1971: Cowboy John – Der letzte Held im Wilden Westen (Scandalous John)
- 1971: Die tollkühne Hexe in ihrem fliegenden Bett (Bedknobs and Broomsticks)
- 1972: Erbschaft in Weiß (Snowball Express)
- 1973: Big Boy – Der aus dem Dschungel kam (The World's Greatest Athlete)
- 1973: Mystery in Dracula's Castle (Fernsehfilm)
- 1974: Return of the Big Cat (Fernsehfilm)
- 1974: Herbie groß in Fahrt (Herbie Rides Again)
- 1974: Insel am Ende der Welt (The Island at the Top of the World)
- 1975: Die Flucht zum Hexenberg (Escape to Witch Mountain)
- 1977: Der Spion, der mich liebte (The Spy Who Loved Me)
- 1981: Jäger des verlorenen Schatzes (Raiders of the Lost Ark)
- 1981: Der Drachentöter (Dragonslayer)

### Gemälde (Auswahl)
- Bridges of Paris in Winter, 1968, 71,1 × 96,5 cm, Öl auf Leinwand
- St. Louis Levee & Eads Bridge, ca. 1980, 44,5 × 58,5 cm, Öl auf Leinwand
- Love Letter, 1986, 61 × 76,2 cm, Öl auf Leinwand
- Winter on the River, 1989, 45,7 × 61 cm, Öl auf Leinwand
- A Gracious Era
- Sentimental Journey
- Festive Occasion
- Sunday Afternoon
- Victorian Trio
- Summer Elegance
- The Window Seat
- Winter Carousel
- Winter Impressions
- Sleigh Bells
- Sleigh Race
- In Harmony
- New Year's Eve
- Between Friends
- The Boating Party
- Cafe Royale
- Day Dreams
- An Elegant Affair
- English Rose
- Fashionable Parade
- Circle of Love
- Fifth Avenue
- Girl in Gold
- Southern Belles
- Summer Carousel